# Кирил Александрийски
Кирил Александрийски (376 г. — 27 юни 444 г.) е богослов и тълкувател на Светото писание, представител на Александрийската богословска школа, един от Отците на Църквата и създател на православното учение за Богочовека. Канонизиран е от християнската църква за светец. В Православната църква паметта му се почита на 9 юни (самостоятелно) и на 18 януари (заедно със св. Атанасий Александрийски). Католиците го честват на 27 юни.
От 412 година е архиепископ на Александрия. Той е племенник на предшественика си Теофил Александрийски. Прочува се най-вече като борец против езичеството и юдаизма, въпреки че не е напълно сигурно дали именно той стои зад разрушаването на еврейския квартал в Александрия и зад убийството на известната, като опонентка на християнството местна философка и учена Хипатия. Добре документирано е противопоставянето му на несторианството, датиращо още от 428 година, когато Несторий е архиепископ на Константинопол. Автор е на многочислени полемични съчинения против Несторий, в които утвърждава неразделното съединение на божествената и човешката природа в Христос, започващо с Неговото раждане в света; в съчиненията му е въведен терминът „ипостасно единство“. Противно на това Несторий твърди, че Исус се е родил като човек и едва впоследствие е станал бог, чрез осеняването му от Светия дух. Кирил участва в Третия вселенски събор (Ефеския от 431 г.), на който вижданията на Несторий са осъдени като ерес и който утвърждава почитанието към Дева Мария (под името Богородица, вместо Христородица или Човекородица, за което отначало настоява Несторий). На Кирил Александрийски принадлежат и тълкувания на ред старозаветни книги, събрани в трактат за Троицата — „Тезаврос“, както и апологетично съчинение, осъждащо „Речи против християните“ на император Юлиан Апостат.

## Съчинения
- Беседа, произнесенная в Ефесе во время Священного собрания, по низложении Нестория[неработеща препратка]
- Изъяснение двенадцати глав, изложенное в Ефесе, когда Святой Собор потребовал яснейшего изложения их[неработеща препратка]
- Кирилла, Архиепископа Александрийского, на Святой Символ Архив на оригинала от 2007-02-16 в Wayback Machine.
- Послание в Келестину, епископу Римскому[неработеща препратка]
- Послание к Несторию[неработеща препратка]
- Послание к Несторию об отлучении[неработеща препратка]
- Artemi, Eirini, „The mystery of the incarnation into dialogues „de incarnatione Unigenitii“ and „Quod unus sit Christus“ of St. Cyril of Alexandria“, Ecclesiastic Faros of Alexandria, ΟΕ (2004), 145 – 277.
- Artemi, Eirini, St Cyril of Alexandria and his relations with the ruler Orestes and the philosopher Hypatia, Ecclesiastic Faros of Alexandria, τ. ΟΗ (2007), 7 – 15.
- Artemi, Eirini, The one entity of the Word Incarnate. α). Apollinarius' explanation, β)Cyril's explanation, Ecclesiastic Faros of Alexandria, τ. ΟΔ (2003), 293 – 304.
- Artemi, Eirini, The historical inaccurancies of the film Agora about the murder of Hypatia, Orthodox Press, τεύχ. 1819 (2010), 7.
- Artemi, Eirini, The use of the ancient Greek texts in Cyril's works, Poreia martyrias, 2010, 114 – 125.
- Artemi, Eirini, The rejection of the term Theotokos by Nestorius Constantinople more and his refutation by Cyril of Alexandria.